# Mondknevel
Een mondknevel is een attribuut dat werd en wordt gebruikt bij het martelen van personen, het verhindert dat de gevangene kan praten of schreeuwen waardoor de beul daar geen last van heeft of omwonenden het kunnen horen. In de context van seks wordt een mondknevel wel gebruikt als seksspeelgoed. Niet kunnen spreken kan voor mensen een verlossing zijn waardoor ze zich meer laten gaan tijdens seks, of het kan gewenste onderdanige gevoelens versterken. Voor anderen kan het gevoelens van macht geven, of het kan plezierig zijn de knevel of ander materiaal op wens van de partner te gebruiken. In het seksuele rollenspel (bdsm) worden veel Engelstalige termen gebruikt en in het Engels wordt het woord gag gebruikt.
Dit artikel behandelt de mondknevel als seksspeeltje.

## Soorten

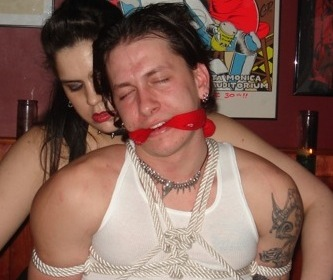
Man met zakdoekknevel wordt verder gebonden door sekspartner

Er zijn veel verschillende soorten mondknevels, waarvan onderstaande de bekendste zijn:

### Standaard mondknevel
Een standaard mondknevel is in zijn eenvoudigste versie een grote zakdoek die voor iemands mond gebonden wordt. Deze is ook bekend onder de naam OTM-knevel (van: over the mouth). Het voorkomt dat mensen kunnen spreken.
- Cleave gag (kliefknevel) – Een cleave gag is een effectievere variant van de OTM-knevel. Deze zit niet over maar in de mond, tussen de tanden.
- Knotted gag (knoopknevel), zijnde een cleave gag met knoop – Een knotted gag is een kruising tussen een cleave gag en een balknevel. Er wordt een knoop geplaatst in de cleave gag, en deze knoop wordt in de mond geplaatst. De knotted gag heeft twee voordelen boven de balknevel: de knoop absorbeert het speeksel, en de knevel kan gemakkelijk gewassen worden voor hergebruik. Knopen kunnen worden verdubbeld of verdrievoudigd om de knevel aan de grootte van de mond aan te passen.

### Stuffed gag
Een stuffed gag is vergelijkbaar met, en werkt op dezelfde manier als de balknevel. De mond van de geknevelde is gevuld met zakdoeken, sjaals, sokken, ondergoed, hetzij schoon of vies, of een ander item in een bal gerold, als een stop. Om verstikking te voorkomen mag de knevel nooit helemaal in de mond geduwd worden. In plaats daarvan blijft een groot deel uit de mond hangen, zodat het na afloop of in noodgevallen gemakkelijk verwijderd kan worden. Hoewel de stuffed gag het spreken verhindert, kan het gemakkelijk verwijderd worden door de geknevelde, ook als deze is geboeid, door te duwen met de tong. Het is om deze reden dat de stuffed gag een van de veiligste knevels is om te gebruiken tijdens zelfbondage.
- OTM-gag en stuffed gag – Deze knevel is een combinatie van een OTM-gag en een stuffed gag. Het verhindert spreken en kan niet worden verwijderd door te duwen met de tong. Er is dan ook een groter risico op verstikking dan met een van beide typen alleen.

### Balknevel

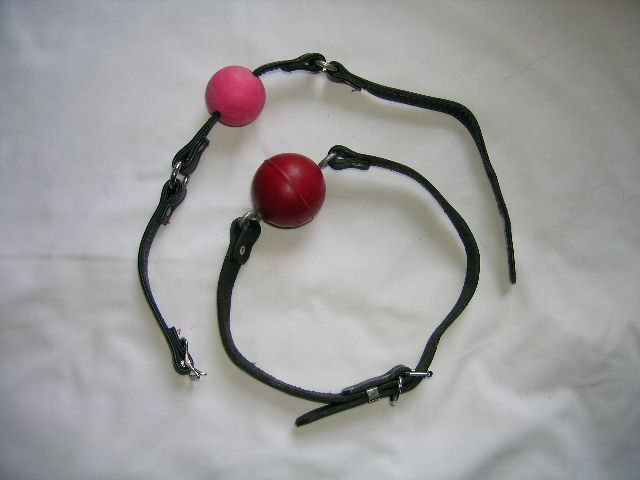
Balknevel

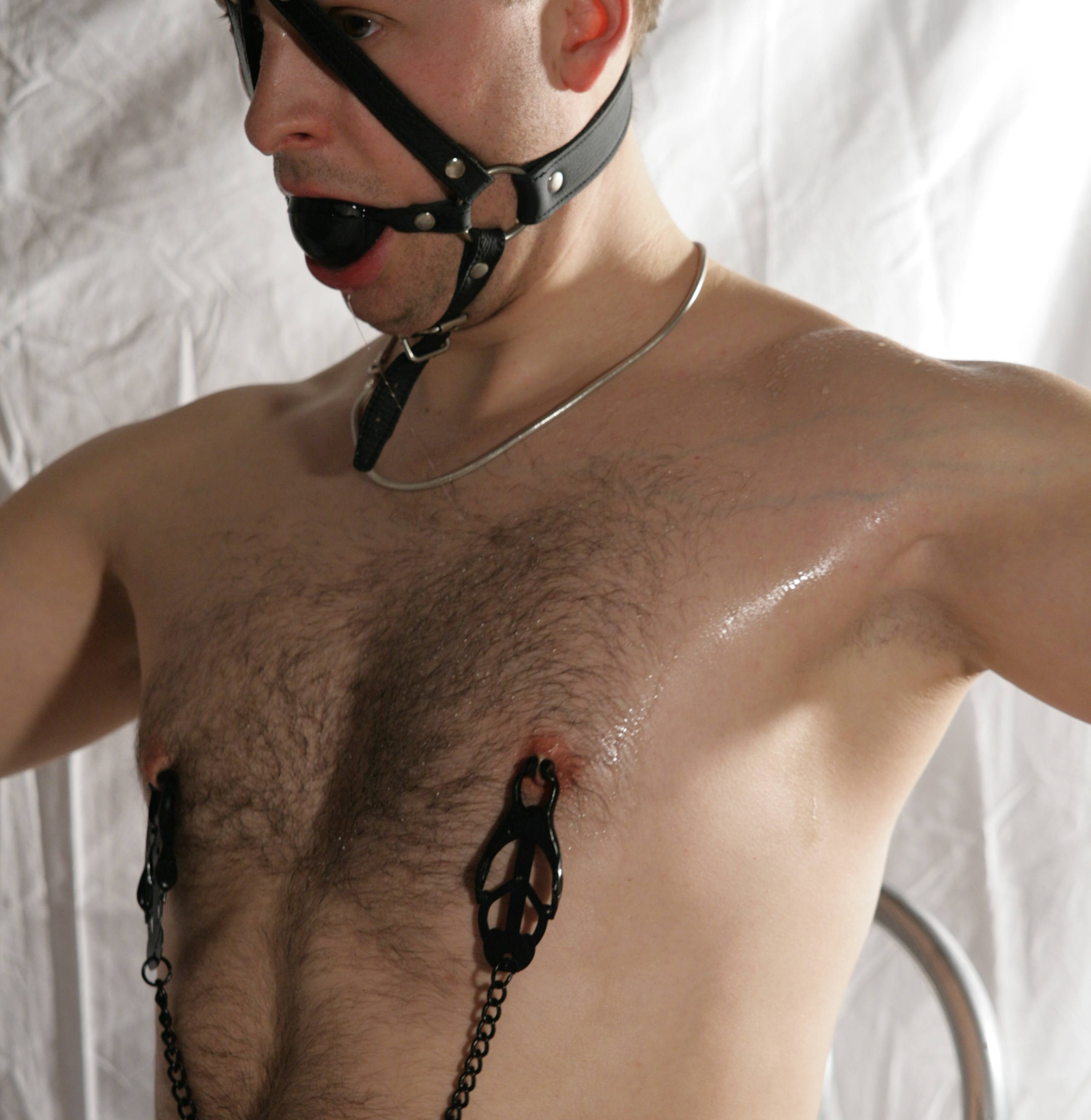
Balknevel met harnas van leer, nippelklemmen

Een balknevel is meestal gemaakt van rubber of siliconen in de vorm van een bal met een riem door het midden. Er zijn verschillende diameters variërend van 1½ inch (38 mm) tot en met 2 inch (51 mm). De bal wordt in de mond achter de tanden geplaatst. De riem gaat rond het hoofd om te voorkomen dat de bal met de tong naar buiten geduwd wordt. Als de bal erg groot is, kan het moeilijk zijn om deze op zijn plaats achter de tanden te krijgen, of om hem te verwijderen. Het is raadzaam om een balknevel eerst te testen voordat deze voor een langere periode wordt gebruikt. Het is misschien relatief comfortabel voor de eerste paar minuten, maar het kan uiteindelijk zeer pijnlijk worden in de kaak. Het doel van een balknevel is meer vernedering dan stilte, de drager kan nog worden gehoord, maar het is onverstaanbaar. Daarnaast kan het gebeuren dan de geknevelde gaat kwijlen. Kwijlen kan ook veroorzaakt worden door de onderlip naar beneden te duwen voor ongeveer een minuut. Zodra het kwijlen begint, is het bijna onmogelijk om het te stoppen. Sommige mensen gebruiken dit als een manier om te benadrukken dat zij in de controle zijn van de geknevelde. Ook vinden sommige mensen het gezicht van een geknevelde kwijlend zeer erotisch.

### Ringknevel

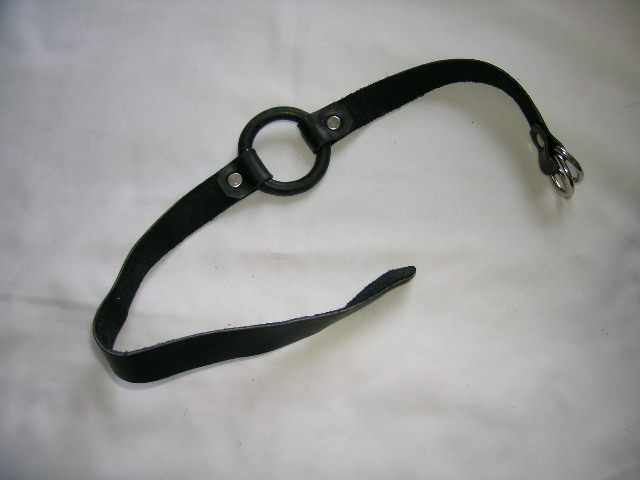
Ringknevel

Een ringknevel of ring gag heeft veel weg van een balknevel, behalve dat de bal wordt vervangen door een (meestal) stalen ring bekleed met leer of rubber. Dit is veiliger omdat de kans op verstikking kleiner is, en het maakt ook beperkt toegang tot de mond mogelijk. Orale seks kan worden uitgevoerd wanneer de ring groot genoeg is. Een ringknevel zal vrijwel altijd tot ongecontroleerd kwijlen leiden, dit is vaak het doel van de knevel.
- Tube gag – Een tube gag lijkt veel op de ringknevel, de ring is hier vervangen door de buis.
- Spider gag (spinknevel) – Een spider gag is vergelijkbaar met een ringknevel, maar als belangrijk verschil: de ring heeft haken radiaal op de ring om te voorkomen dat de drager de knevel horizontaal kan draaien in de mond. Ringknevels zijn voornamelijk decoratieve en niet functionele knevels, de spider gag lost dit op. Om deze reden wordt de spider gag soms wel een tweede generatie ringknevel genoemd, de tweede versie op een thema.

### Mondspreider

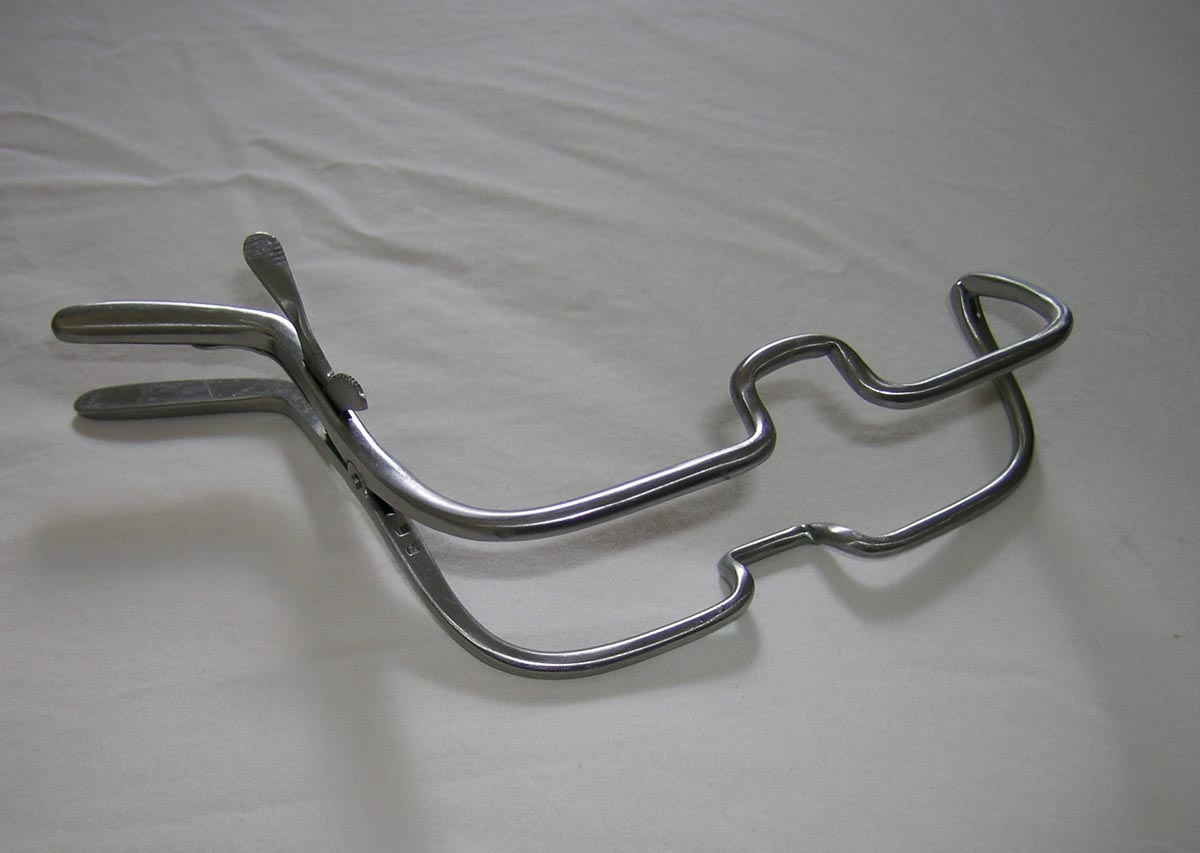
Mondspreider

De mondspreider is nauw verwant aan de ringknevel, met als grootste verschil dat de wijdte ervan verstelbaar is. De mond kan hiermee doorgaans verder geopend worden dan met een gewone ringknevel. Mondspreiders zijn vaak van metaal met een rubberen laagje om het gedeelte dat in de mond zit, zodat de tanden niet beschadigd worden. Ook voor de spreider geldt dat de drager nog kan worden gehoord, zij het onverstaanbaar.

### Mondbit

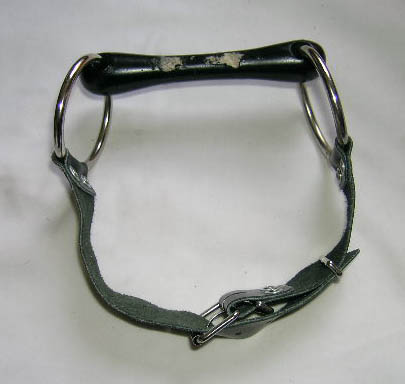
Mondbit

Het mondbit is in feite een paardenbit, gemaakt voor mensen. Dus meestal iets smaller en met rubber bekleed; wederom ter bescherming van de tanden. Het wordt vaak gebruikt om dezelfde redenen als de gewone gag, maar ook in specifieke vormen van bdsm zoals ponyplay, waarbij de onderdanige helemaal opgetuigd wordt als een paard en vaak ook als zodanig gebruikt wordt. Deze knevel is niet erg effectief in het verhinderen van spraak.

### Opblaasbare knevel
Een opblaasbare gag is meestal een rubber ballon die kan worden opgeblazen met een handpompje. De meeste opblaasbare gags blijven niet in de mond zitten, dus moet de knevel meestal gecombineerd worden met een ringknevel om het op de plaats te houden.
- Vlinderknevel – Een vlinderknevel is speciale opblaasbare knevel. Deze knevel blaast namelijk op in de vorm van een vlinder. Het middelste stuk past achter de tanden en vult de mond, terwijl de vleugels tussen de tanden en de lippen gaan. Dit soort knevel wordt gebruikt voor degenen die graag een mondvol rubber hebben.

### Muilkorfknevel

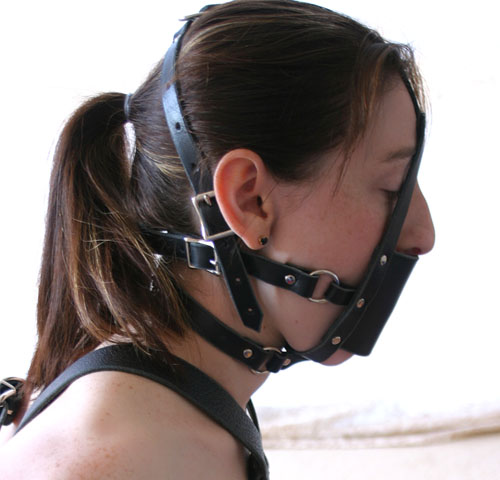
Muilkorfknevel

Een muilkorfknevel werkt op een soortgelijke wijze als een OTM-gag, maar ze zijn meestal gemaakt van leer, en zijn bevestigd rond het hoofd met gespen en riemen, met een flexibel plaatje over de mond, en soms ook rond de wangen en kin. Ze hebben verschillende vormen en kleuren, afhankelijk van de fabrikant. Het is zo genoemd omdat het lijkt op een muilkorf die huisdieren soms dragen. Muilkorfknevels hebben een sterk psychologisch effect op sommige mensen, omdat ze over het algemeen geassocieerd worden met dieren. Beperking van de kaakbewegingen en het bedekken van de wangen kan de effectiviteit verhogen. Het is moeilijk een grens te trekken tussen een muilkorfknevel en een hoofdharnas met aangehechte knevel. Een muilkorfknevel kan een geïntegreerde pecker gag (penisknevel) hebben zodat hij nog effectiever wordt.
- Panelknevel – Een panelknevel is een eenvoudige variant van de muilkorfknevel. Hij bestaat uit een flexibel plaatje dat over de mond gaat, en een riem die om het hoofd gaat. De panelknevel heeft slechts een cosmetische functie en remt geen spraak of geluid.

### Trechterknevel
Een trechterknevel bestaat uit een trechter met een buis die in de mond eindigt, meestal met riemen om het hoofd om het op zijn plaats te houden. Deze knevel kan worden gebruikt om de drager te dwingen een vloeistof te drinken. Dit kan zeer gevaarlijk zijn omdat de drager snel kan stikken tijdens dit gedwongen drinken.

### Penisknevel

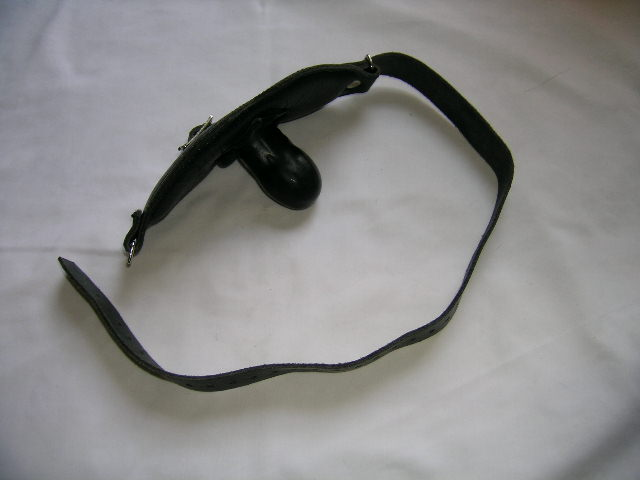
Penisknevel

Een penisknevel of pecker gag is een panelknevel met een uitstulping aan de binnenkant die in de mond geplaatst wordt. Het kan breed en plat zijn, bedoeld om de tong naar beneden te duwen, of het kan een grote knop zijn met een effect dat vergelijkbaar is met een balknevel. Deze knevel heeft de vorm van een penis.

### Plakbandknevel

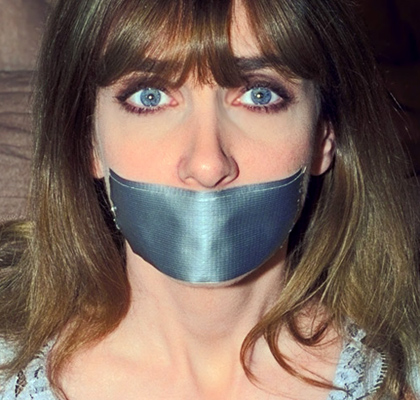
Afneembare plakbandknevel

Een plakbandknevel of tape gag is, zoals de naam al doet vermoeden, het gebruik van plakband als knevel. De meest gebruikte soorten zijn ducttape, gaffertape en pvc-tape, ongeveer 5 centimeter breed. Plakbandknevels zijn de eenvoudigste knevels. Een strook van oor tot oor onder de kaak helpt de kaak-bewegingen te beperken, waardoor de knevel doeltreffender wordt gemaakt. Merk op dat plakband de huid op de lippen kan beschadigen als het verwijderd wordt. Het kan ook de lippen irriteren. Hoe langer je de plakband laat zitten, hoe moeilijker het wordt om deze te verwijderen van de huid. Hoewel de plakbandknevel kan worden gecombineerd met stuffed gags voor extra doelmatigheid, wordt het gevaar van verstikking groter.

## Veiligheid
Het gebruik van een knevel kan erg riskant zijn, omdat er een aanzienlijk risico van verstikking is, als de neus geblokkeerd raakt terwijl een knevel gedragen wordt. Bijvoorbeeld iemand die ziek is, of een bepaalde aandoening heeft zoals verkoudheid, de griep of allergieën. Dit gevaar ontstaat omdat de meeste knevels het moeilijk of onmogelijk maken via de mond te ademen. Braken vormt een ander risico, dit kan de luchtwegen verder blokkeren. Om deze reden mag iemand die gekneveld is nooit alleen worden gelaten.

In de praktijk is geen knevel effectief genoeg om iemand volledig stil te krijgen zonder remming van de ademhaling. De knevels die spraak verhinderen, kunnen niet voorkomen dat er nog stemgeluid wordt geproduceerd door de geknevelde. Zo kan een patroon van geluiden, zoals drie kreunen in snelle opeenvolging, gebruikt worden als een stopwoord. Ook is het verstandig gebruik te maken van een extra non-verbale mechanisme voor de veiligheid, zoals een object in de hand, dat kan worden losgelaten door de geknevelde als een teken van nood.